# Kohlenbahn Korsør
| Elektrolok der Kohlenbahn Korsør                              |         |                          |                          |
| Streckenlänge:                                                | 0,8 km  |                          |                          |
| Spurweite:                                                    | 675 mm  |                          |                          |
| Stromsystem:                                                  | 220 V = |                          |                          |
| Minimaler Radius:                                             | 12 m    |                          |                          |
|                                                               |         |                          |                          |
| \| \| \| Bahnbetriebswerk Halskov \| \| \| \| Kaianlage \|    |         |                          |                          |
| Betriebs-/Güterbahnhof Streckenanfang (Strecke außer Betrieb) |         | Bahnbetriebswerk Halskov | Bahnbetriebswerk Halskov |
| Betriebs-/Güterbahnhof Streckenende (Strecke außer Betrieb)   |         | Kaianlage                | Kaianlage                |

Die Kohlenbahn Korsør war eine elektrifizierte Bahnstrecke mit der Spurweite 675 mm im Stadtteil Halskov der dänischen Stadt Korsør.

## Geschichte
Korsør entstand um das Jahr 1300 und entwickelte sich ursprünglich um einen weitläufigen Festungskomplex. Der größte Teil davon wurde im 18. Jahrhundert abgerissen. 2023 hat die Stadt etwa 15.000 Einwohner.
In Korsør wurde die erste elektrische Schmalspurbahn der Danske Statsbaner (DSB) vom Anfang des 20. Jahrhunderts bis Mitte der 1950er Jahre betrieben.
Über die Strecke wurde Kohle von den Schiffen im Hafen bis zu den Maschinenhallen des Bahnbetriebswerkes befördert, um die Dampflokomotiven zu versorgen. Die etwa 800 m lange Strecke wurde 1905 vom Hafen aus über Brücken über den Bahnhof Korsør zu einem Kohlelager gebaut, in dem Kohle sowohl für Lokomotiven als auch die DSB-Dampffähren gelagert wurde.
Die Entscheidung für Elektrolokomotiven anstelle von Dampflokomotiven war darauf zurückzuführen, dass die Kohlenbahn die in den Bahnhof führenden Strecken in einer Höhe von etwa sechs Metern überqueren musste. Zudem waren die Elektrolokomotiven leichter als Dampflokomotiven, was die Dimensionierung der Brückenkonstruktionen vereinfachte.
Der Strom wurde über einen blanken Kupferdraht zugeführt, der entlang der gesamten Strecke isoliert an Holzpfosten aufgehängt war. Das Netz verfügte über zwei Einspeisepunkte, von denen einer in der Mitte der Strecke lag. Der andere lag am Kohlenlager bei dem dortigen Brückenkran.
Nach 1940 wurde die Strecke seltener genutzt, Mitte der 1950er Jahre wurde sie abgerissen. Von der Strecke sind heute keine Reste mehr übrig. Sie führte als Hochbahn entlang der Kaianlagen des Innenhafens und weiter in Richtung der Bahnbetriebswerkes der DSB.

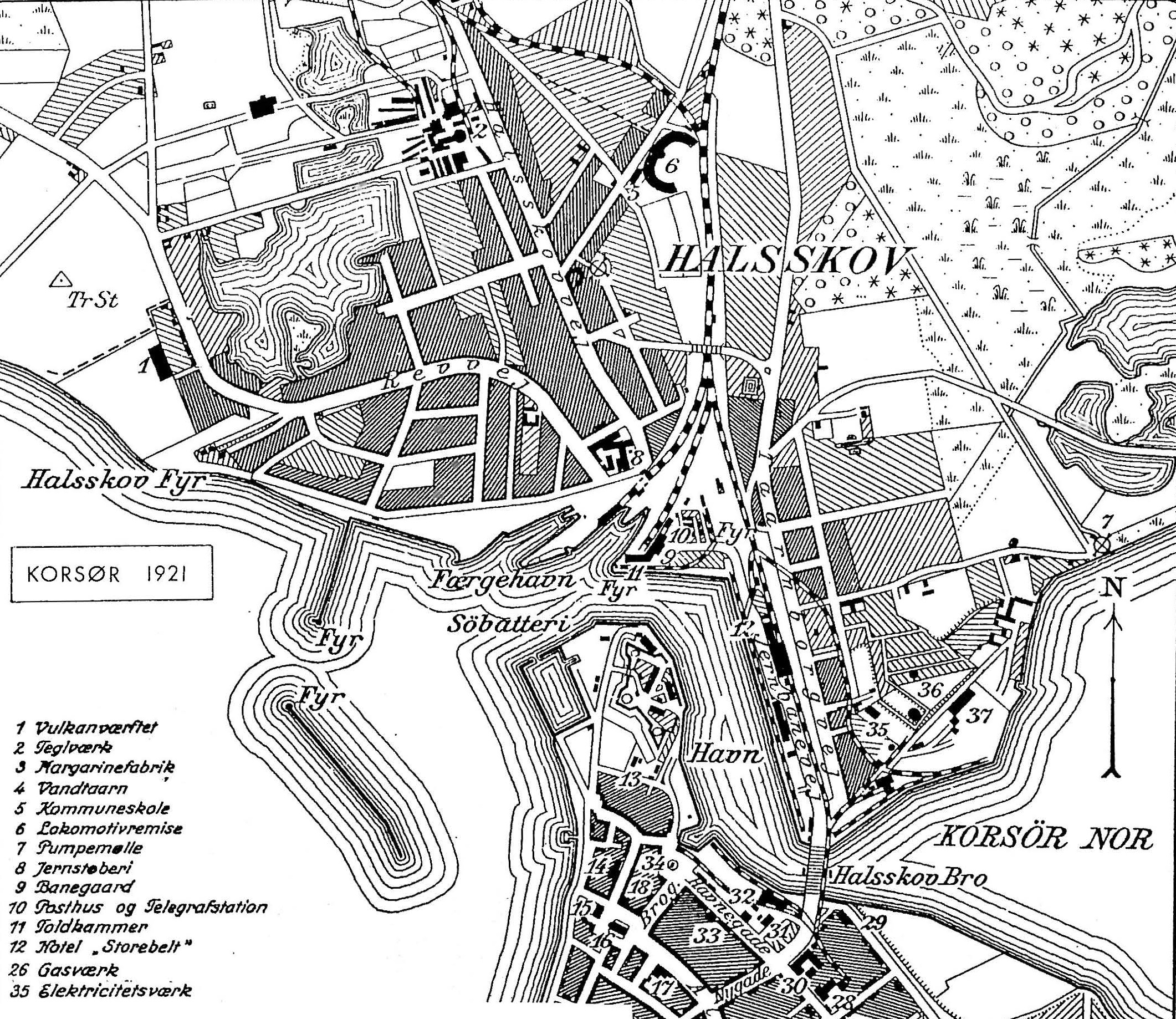
Lage der Strecke: entlang der Kais beim Jernbanevej (Nr. 12) und des Fährhafens (Nr. 9, 10 und 11) nach Norden zum Bahnbetriebswerk (Nr. 6).

## Lokomotiven
Für den Betrieb der Bahn hatten die DSB drei kleine Oberleitungslokomotiven beschafft, die die ersten Elektrolokomotiven der Staatsbahnen waren. Die Lokomotive wurde von A/S Titan gekauft und hatten zwei vierpolige Serienmotoren mit je 7,5 PS. Die Geschwindigkeit der Lokomotiven betrug rund drei Meter pro Sekunde – etwa 11 km/h. Die Stahlräder besaßen einen Durchmesser von 500 mm.
Die Motoren waren federnd aufgehängt. Bei der Steuerung handelte es sich um normale Straßenbahnsteuerungen für Fahrten in beide Richtungen, zusätzlich zur elektrischen Bremse konnten alle vier Antriebsräder direkt gebremst werden. Der Lokkasten war aus Blech gefertigt und mit einem Fenster versehen. Der Lokführer hatte einen Sitz in der Mitte des abgesenkten Führerhauses. Die Höhe des Führerhauses war so gering, dass der Lokführer während der Fahrt sitzen musste.
An beiden Enden der Lokomotiven befanden sich Kupplungen und ein Federpuffer. Sie hatten eine Sandstreuvorrichtung, welche mit dem Fuß bedient wurde. Darüber hinaus war die Lokomotive mit einem Blitzableiter mit Induktionsspule und einem Trolleystromabnehmer ausgestattet, ähnlich wie die Straßenbahnen in Kopenhagen.

## Kohlenwagen
Für den Kohletransport waren eine große Anzahl zweiachsiger Kippwagen vorhanden. Ein Zugverband bestand aus einer Lokomotive und vier bis sechs Wagen. Geliefert wurden 23 Untergestelle und 26 Kippaufsätze. Die Kuppelstangen, mit denen der Zugverband gezogen oder geschoben wurde, befanden sich in der Wagenmitte. Vom Kohlenlager in Richtung Hafen wurden die Züge geschoben.